# Theodore Levitt
Pour les articles homonymes, voir Levitt.
Theodore Levitt, né le 1er mars 1925 en Allemagne et mort le 28 juin 2006 à Belmont dans le Massachusetts, est un économiste américain, rédacteur en chef pendant quatre ans de la Harvard Business Review et professeur de marketing à la Harvard Business School. 
Il est l'auteur de nombreux articles sur le marketing et le management dont le célèbre « Marketing myopia » et d'une dizaine de livres sur ses mêmes sujets dont quatre ont été traduits en français.
On lui attribue l'invention du terme globalization.

## Définitions et fonctions du  marketing
Pour Levitt :
« Le marketing est une conception de la politique commerciale qui part du principe que la fonction fondamentale des entreprises consiste à créer une clientèle et à la conserver. »
« Le marketing est une fonction de l'entreprise, mais c'est surtout une conception tout à fait particulière de l'activité commerciale, selon laquelle les entreprises sont des institutions conçues pour attirer une clientèle et la conserver. »
Levitt présente également une distinction nette entre vente et marketing :
« La vente a pour but d'amener le client à désirer ce que l'entreprise est en mesure de lui proposer. Le marketing cherche à amener l'entreprise à produire ce dont le consommateur a besoin. »

## LaMarketing Matrix(Les deux dimensions du marketing) (1969)

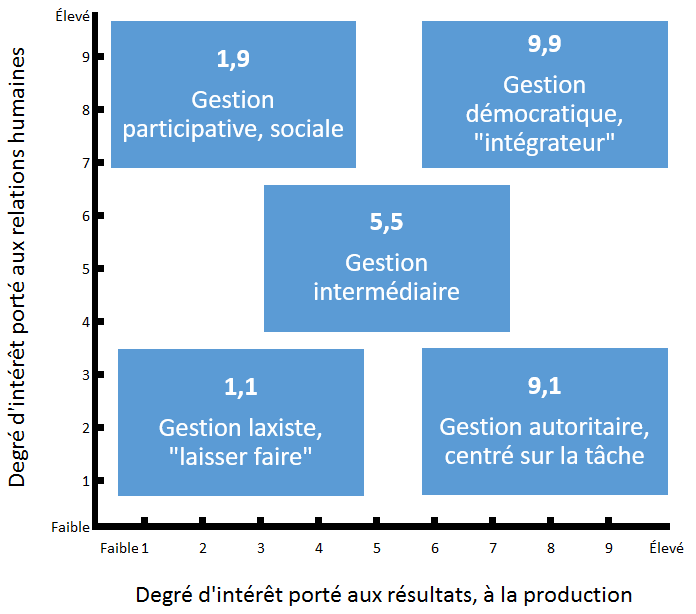
Pour mémoire : La grille de Blake et Mouton, ses deux axes et les cinq grand styles de management. Les deux axes de la Matrice du marketing sont inversés par rapport à ceux de cette grille.

La Marketing  Matrix est très semblable à la grille du management de Blake et Mouton. Elle comporte deux axes (inversés, par rapport à ceux de Blake et Mouton) : horizontal, celui de l'orientation client, et vertical, celui de l'orientation entreprise, avec, pour chacun, une échelle allant de 1 à 9. Cela donne une grille de 81 cases numérotées de 1,1 à 9,9.
Comme pour la grille de Blake et Mouton, on peut distinguer cinq grandes attitudes : 1,1 ; 1,9 ; 9,1 ; 5,5 ; et 9,9.
Avoir l'esprit marketing, ce n'est pas seulement être orienté client, 9,1. C'est tout à la fois être orienté client et être orienté entreprise 9,9.

## Publications
Années 1960
- Marketing Myopia (en), Harvard Business Review, 1960.
- Innovation in Marketing, 1962.
- Creativity Is Not Enough, Harvard Business Review, 1963.
- Innovation et Marketing, Les Éditions d'Organisation, Paris, 1969
- The Innovation Mode

Années 1970
- Marketing for business growth, 1974, New York : McGraw-Hill, First ed. published in 1969 under the title: The marketing mode.*The Globalization of Markets, Harvard Business Review, 1983.

Années 1980
- The marketing imagination , 1986, New York : Free Press (New, expanded ed.)
- After The Sale Is Over, Harvard Business Review, September–October 1983, p. 87-93.
- The marketing imagination, 1983, New York : The Free Press
- The Globalization of Markets, Harvard Business Review, May–June 1983.
- Marketing Intangible Products and Product Intangibles, Harvard Business Review, May–June 1981, p. 94-102.

Années 1990
- Thinking about management, 1991, New York : Free Press
- Levitt on marketing, 1991, Boston, Mass. : Harvard Business School Press